# Stéphane Agbre Dasse
Stéphane Agbre Dasse (Bingerville, 5 luglio 1989) è un ex calciatore ivoriano naturalizzato burkinabé, di ruolo difensore.

## Carriera

### Club
Proveniente dalle giovanili del Porto, viene prestato nel 2008 all'Olhanense, per giocare la Liga de Honra. L'anno successivo viene riscattato dal club, con il quale avrebbe preso parte alla Primeira Liga 2009-2010, e firma un contratto fino al 30 giugno 2012.

### Nazionale
Stéphane Agbre Dasse ha rappresentato la Nazionale burkinabé in 3 amichevoli tra il 2009 e il 2010. In seguito, non ha più ricevuto convocazioni. Il motivo della sua esclusione dalla nazionale risiederebbe in problemi burocratici dovuti alla sua origine ivoriana.

## Palmarès
- Liga de Honra: 1

Olhanense: 2008-2009